# 皆川卓三
皆川 卓三（みながわ たくぞう、1923年 - 2017年6月17日）は、日本の研究者。元神奈川県立衛生短期大学学長、名誉教授。大学史研究会名誉会員。

## 来歴
- 1986年度、神奈川県立衛生短期大学 教授
- 1987年度～1988年度、神奈川大学, 衛生短期大学 教授
- 1988年度、神奈川県立衛生短期大学 教授
- 1989年度、文化女子大学 教授
- 1999年、勲三等旭日中綬章受章[2]

## 主な著書
- 『ラテン・アメリカ教育史』講談社 1975